# Referendum costituzionale in Turchia del 2017
Il referendum costituzionale del 2017 in Turchia è stato un referendum tenutosi il 16 aprile 2017 che riguardava l'approvazione di una serie di 18 emendamenti alla costituzione turca proposti dal partito islamico-conservatore al governo AKP (Partito per la Giustizia e lo Sviluppo) in accordo con il partito di estrema destra all'opposizione MHP (Partito del Movimento Nazionalista).
Poiché il referendum è stato approvato, l'ufficio di Primo ministro è stato abolito e il sistema parlamentare di governo è stato sostituito da un sistema di tipo presidenziale. Il numero dei seggi del parlamento — chiamato Grande Assemblea — è aumentato da 550 a 600 mentre al presidente sono stati garantiti maggiori poteri, in particolare sulla Corte costituzionale, sul parlamento e sul Supremo Consiglio dei Giudici e dei Procuratori (HSYK), l'organo di autogoverno della magistratura turca. Di fatto il nuovo presidente ha potuto nominare ministri e alti funzionari, sciogliere il parlamento, dichiarare lo stato d’emergenza, emanare decreti e nominare 12 giudici su 15 della Corte costituzionale.
I sostenitori del «sì» (in turco evet) sostenevano che le riforme fossero necessarie per garantire stabilità politica alla Turchia, argomentando che solo con un sistema presidenziale si potesse porre fine agli instabili governi di coalizione che hanno caratterizzato il Paese dagli anni sessanta sino al 2002. I sostenitori del «no» (in turco hayir) sostenevano — al contrario — che con tali modifiche costituzionali il potere fosse troppo concentrato nelle mani del futuro presidente, portando l'ordinamento turco ad una deriva autoritaria. Le formazioni presenti in Parlamento contrarie ai cambiamenti introdotti dal referendum furono il Partito Popolare Repubblicano (CHP), laico e di centro-sinistra, e il Partito Democratico dei Popoli (HDP), filo-curdo e di sinistra.
Il referendum si è tenuto durante un periodo di stato di emergenza, dichiarato dal presidente Erdoğan subito dopo il fallito colpo di Stato del luglio 2016.

## Storia

### Contesto precedente

Il simbolo dell'MHP, la formazione di estrema destra all'opposizione che sostiene — assieme ad Erdoğan — la necessità di un sistema di tipo presidenziale.

L'introduzione di un sistema presidenziale fu proposta — per la prima volta — dall'allora ministro della Giustizia Cemil Çiçek (AKP) e sostenuta dall'allora primo ministro Erdoğan nel 2005.
Da allora, il sistema presidenziale è stato apertamente sostenuto più volte dai leader dell'AKP, insieme all'idea di scrivere una «nuova costituzione». In particolare, dopo le elezioni del novembre 2015, un alto dirigente del partito affermò:
Nel 2016 fece scalpore la dichiarazione del presidente Erdoğan secondo cui non esiste un modello unico di sistema presidenziale ma:
In seguito la presidenza turca scrisse una nota per scusarsi ufficialmente della precedente dichiarazione.
Poco tempo dopo il leader del partito di estrema destra MHP sollecitò Erdoğan ad approvare una riforma costituzionale che trasformasse il sistema parlamentare in sistema presidenziale, principalmente al fine di garantire stabilità politica alla Turchia. Il sostegno di questo partito è fondamentale per l'AKP di Erdoğan che — da solo — non raggiunge la soglia minima di voti in Parlamento (330) per sottoporre le eventuali modifiche costituzionali a referendum.

### Le 21 modifiche costituzionali
Il 10 dicembre 2016, l'AKP e il MHP elaborano un documento contenente ventuno proposte di emendamenti alla Costituzione e cominciano a raccogliere le firme necessarie per fa iniziare la procedura prevista per le riforme della Costituzione. Le proposte iniziali erano le seguenti:
| PROPOSTA DI RIFORMA COSTITUZIONALE | PROPOSTA DI RIFORMA COSTITUZIONALE | PROPOSTA DI RIFORMA COSTITUZIONALE |
| #                                  | Articolo                           | Descrizione analitica delle modifiche |
| ---------------------------------- | ---------------------------------- | --- |
| 1                                  | Articolo 9                         | La magistratura è tenuta ad agire in condizioni di imparzialità. |
| 2                                  | Articolo 75                        | Il numero di seggi nel parlamento aumenta da 550 a 600. |
| 3                                  | Articolo 76                        | L'età minima per candidarsi ad un'elezione scende da 25 anni a 18 anni. È abolito l'obbligo di aver completato il servizio militare obbligatorio per i candidati. Gli individui con rapporti militari sono ineleggibili e non possono partecipare alle elezioni. |
| 4                                  | Articolo 78                        | La legislatura parlamentare è estesa da 4 a 5 anni. Le elezioni parlamentari e presidenziali si tengono nello stesso giorno ogni 5 anni. Per le presidenziali è previsto un ballottaggio se nessun candidato ha ottenuto la maggioranza assoluta al primo turno. |
| 5                                  | Articolo 79                        | Vengono istituite le regole per i cd. «parlamentari di riserva», che vanno a sostituire i posti dei deputati rimasti vacanti. |
| 6                                  | Articolo 87                        | Le funzioni del Parlamento sono: a) approvare, cambiare e abrogare le leggi; b) ratificare le convenzioni internazionali; c) discutere, approvare o respingere il bilancio dello Stato; d) nominare 7 membri del Supremo Consiglio dei Giudici e dei Pubblici Ministeri; e) usare tutti gli altri poteri previsti dalla Costituzione. |
| 7                                  | Articolo 98                        | Il parlamento monitora il governo e il vicepresidente con ricerche parlamentari, indagini parlamentari, discussioni generali e domande scritte. L'istituto dell'interpellanza è abolito e sostituita con le indagini parlamentari. Il vicepresidente deve rispondere alle domande scritte entro 15 giorni. |
| 8                                  | Articolo 101                       | Per candidarsi alla presidenza, un individuo deve ottenere l'approvazione di uno o più soggetti che hanno ottenuto il 5% o più nelle elezioni parlamentari precedenti e di 100.000 elettori. Il presidente eletto non è obbligato a interrompere la sua appartenenza a un partito politico. |
| 9                                  | Articolo 104                       | Il presidente diventa sia il capo dello Stato che capo del governo, con il potere di nominare e rimuovere dall'incarico i ministri e il vicepresidente. Il presidente può emettere «decreti esecutivi». Se l'organo legislativo fa una legge sullo stesso argomento di un decreto esecutivo, quest'ultimo diventerà invalido, mentre la legge parlamentare entrerà in vigore. |
| 10                                 | Articolo 105                       | Il Parlamento può proporre un'indagine parlamentare nei confronti del Presidente con la maggioranza assoluta (301). La proposta va discussa per 1 mese, per poi essere aperta con l'approvazione di 3/5 (360) dei deputati (votazione segreta). Concluse le indagini, il parlamento può mettere in stato di accusa il presidente con l'approvazione dei 2/3 (400) dei parlamentari (votazione segreta). |
| 11                                 | Articolo 106                       | Il Presidente può nominare uno o più Vicepresidenti. Se la Presidenza si rende vacante, le elezioni presidenziali devono svolgersi entro 45 giorni. Se le future elezioni parlamentari si dovessero svolgere entro un anno, anch’esse si svolgono lo stesso giorno delle elezioni presidenziali anticipate. Se la legislatura parlamentare termina dopo più di un anno, allora il neoeletto presidente serve fino alla fine della legislatura, al termine della quale si svolgono sia le elezioni presidenziali che parlamentari. Questo mandato non deve essere contato per il limite massimo di due mandati del presidente. Le indagini parlamentari su possibili crimini commessi dai Vice Presidenti e ministri possono iniziare in Parlamento con il voto a favore di 3/5 deputati. A seguito del completamento delle indagini, il Parlamento può votare per incriminare il Vice Presidente o i ministri, con il voto a favore di 2/3 a favore. Se riconosciuto colpevole, il Vice Presidente o un ministro in questione viene rimosso dall'incarico solo qualora il suo crimine è uno che li escluderebbe dalla corsa per l'elezione. Se un deputato viene nominato un ministro o vice presidente, il suo mandato parlamentare termina immediatamente. |
| 12                                 | Articolo 116                       | Il Presidente o 3/5 del Parlamento possono decidere di rinnovare le elezioni politiche. In tal caso, il Presidente decade dalla carica e può essere nuovamente candidato. Le nuove elezioni saranno sia presidenziali che parlamentari. |
| 13                                 | Articolo 119                       | La possibilità del presidente di dichiarare lo stato di emergenza è ora oggetto di approvazione parlamentare per avere effetto. Il Parlamento può estendere la durata, accorciarla o rimuoverla. Gli stati di emergenza possono essere estesi fino a quattro mesi tranne che durante la guerra, dove non ci saranno limitazioni di prolungamento. Ogni decreto presidenziale emesso durante uno stato di emergenza necessita dell'approvazione del Parlamento. |
| 14                                 | Articolo 123                       | Il presidente ha il diritto di stabilire le regole e le procedure in materia di nomina dei funzionari dipendenti pubblici. |
| 15                                 | Articolo 126                       | Il Presidente ha il diritto di nominare alcuni alti funzionari amministrativi. |
| 16                                 | Articolo 142                       | Il numero dei giudici nella Corte costituzionale scende da 17 a 15. Quelli nominati dal presidente scendono da 14 a 12, mentre il Parlamento continua a nominarne 3. I tribunali militari sono aboliti a meno che non vengono istituiti per indagare sulle azioni dei soldati compiute in guerra. |
| 17                                 | Articolo 159                       | Il Supremo Consiglio dei Giudici e dei Pubblici Ministeri viene rinominato in "Consiglio dei Giudici e dei Pubblici Ministeri". I membri sono ridotti da 22 a 13, e i dipartimenti giudiziari scendono da 3 a 2: quattro membri sono nominati dal Presidente, sette dal parlamento, gli altri 2 membri sono il ministro della giustizia e il sottosegretario del Ministero della giustizia. Ogni membro nominato dal parlamento viene eletto in due turni: nel primo necessita dell'approvazione dei 2/3 dei parlamentari, al secondo dei 3/5. |
| 18                                 | Articolo 161                       | ll presidente propone il bilancio dello Stato al Grande Assemblea 75 giorni prima di ogni nuova sessione annuale di bilancio. I membri della Commissione parlamentare del Bilancio possono apportare modifiche al bilancio, ma i parlamentari non possono fare proposte per cambiare la spesa pubblica. Se il bilancio non viene approvato, verrà proposto un bilancio provvisorio. Se nemmeno il bilancio provvisorio non approvato, il bilancio dell'anno precedente sarà stato utilizzato con il rapporto incrementale dell'anno precedente. |
| 19                                 | Diversi articoli                   | Adattamento di diversi articoli per il passaggio dei poteri esecutivi dal governo al presidente. |
| 20                                 | Temporaneo articolo 21             | Le prossime elezioni presidenziali e parlamentari si terranno il 3 novembre 2019. L'elezione del Supremo Consiglio dei Giudici e dei Pubblici Ministeri avverrà entro 30 giorni dall'approvazione della presente legge. I tribunali militari sono aboliti con l'entrata in vigore della legge. |
| 21                                 | Diversi articoli                   | Gli emendamenti 2, 4 e 7 entreranno in vigore dopo nuove elezioni, gli altri emendamenti (tranne quelli temporanei) entreranno in vigore con il giuramento del nuovo presidente. |

### Il passaggio alla Commissione costituzionale parlamentare

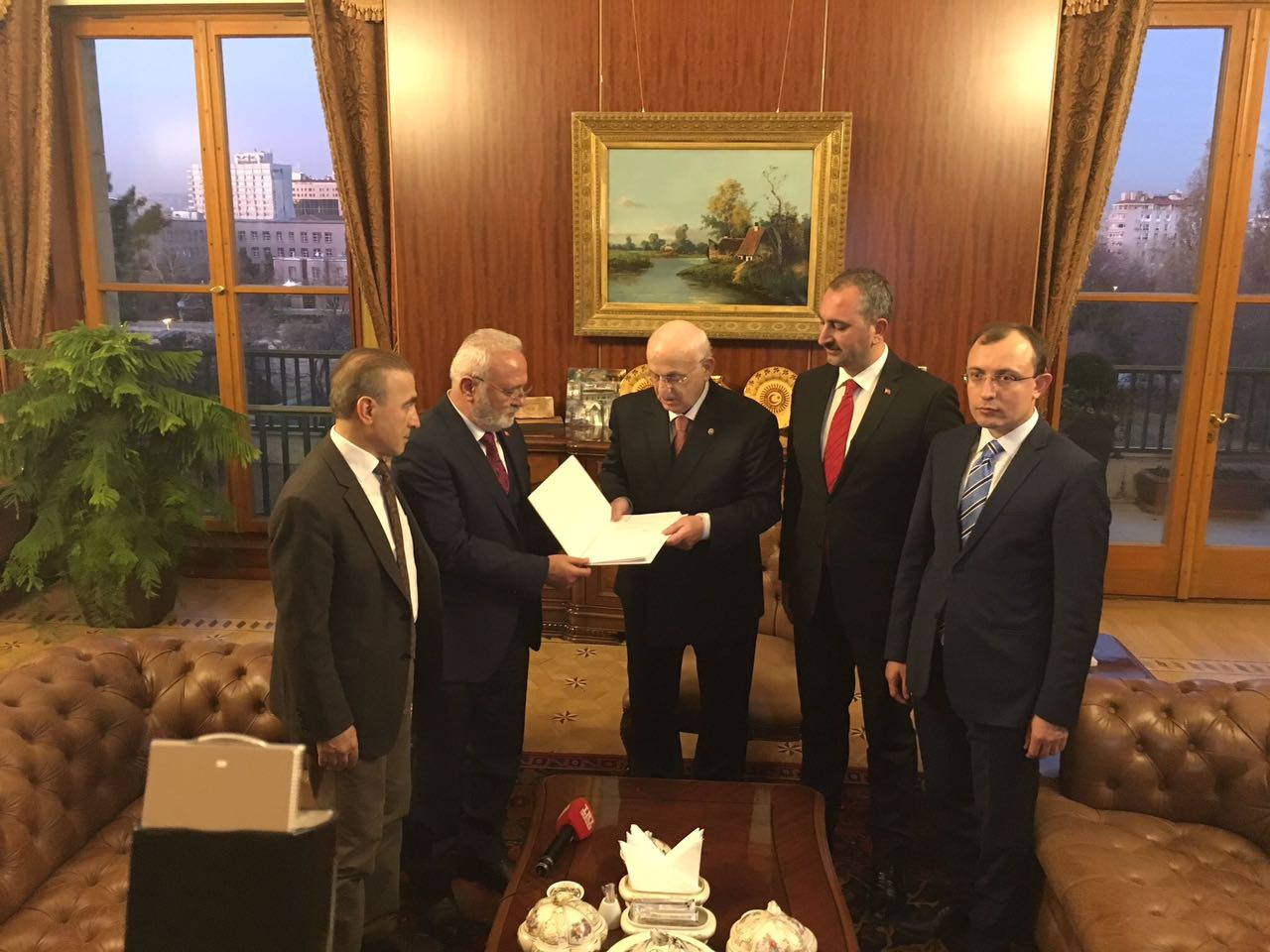
Il partito AKP presenta il testo di riforma costituzionale al Presidente del parlamento, nel dicembre 2016.

Dopo aver raccolto le firme dei 316 deputati dell'AKP, le ventuno proposte di modifica della Costituzione furono sottoposte al Presidente del parlamento (Speaker) e furono consegnate alla Commissione costituzionale parlamentare.
La commissione — presieduta dal deputato dell'AKP Mustafa Şentop — cominciò ad analizzare le proposte nel dicembre 2016 (anticipando il proprio lavoro rispetto alla già decisa data di gennaio 2017). Tale commissione era formata da 15 deputati dell'AKP, 5 deputati del CHP, 3 deputati dell'HDP e 2 deputati del MHP, rispecchiando "in piccolo" le proporzioni tra le forze politiche del parlamento. Secondo alcuni media turchi, la composizione dell'organismo — pesantemente a favore dell'AKP — avrebbe messo in sicurezza l'approvazione di tutti gli articoli della riforma. Il dibattito in commissione è stato comunque molto acceso, con forti scontri occasionali tra i parlamentari.

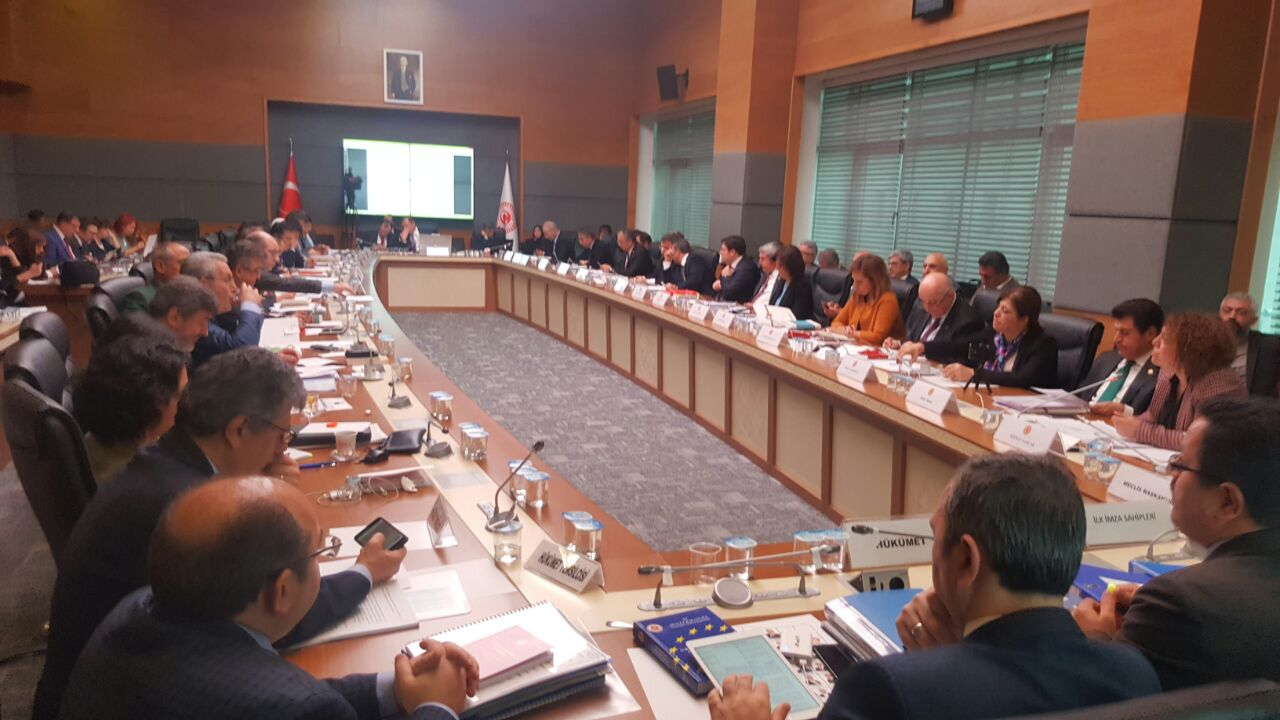
La Commissione costituzionale parlamentare in riunione per esaminare le 21 proposte di riforma della Costituzione.

La commissione ha il potere di approvare, modificare o respingere le proposte di riforma costituzionale prima di sottoporle al voto del parlamento, svolgendo de facto una funzione di "filtro". Durante la discussione vennero respinte totalmente la proposta numero 5 (i cd. «parlamentari di riserva»), la numero 14 (poteri del presidente in materia di nomina di funzionari pubblici) e la numero 15 (potere del presidente in materia di nomina di alti funzionari amministrativi).
Il 30 dicembre 2016 la commissione ha approvato definitivamente il testo di 18 punti da sottoporre al voto parlamentare.
| Risultato della discussione in Commissione costituzionale parlamentare | Risultato della discussione in Commissione costituzionale parlamentare | Risultato della discussione in Commissione costituzionale parlamentare | Risultato della discussione in Commissione costituzionale parlamentare | Risultato della discussione in Commissione costituzionale parlamentare | Risultato della discussione in Commissione costituzionale parlamentare | Risultato della discussione in Commissione costituzionale parlamentare | Risultato della discussione in Commissione costituzionale parlamentare | Risultato della discussione in Commissione costituzionale parlamentare | Risultato della discussione in Commissione costituzionale parlamentare | Risultato della discussione in Commissione costituzionale parlamentare | Risultato della discussione in Commissione costituzionale parlamentare | Risultato della discussione in Commissione costituzionale parlamentare | Risultato della discussione in Commissione costituzionale parlamentare | Risultato della discussione in Commissione costituzionale parlamentare | Risultato della discussione in Commissione costituzionale parlamentare | Risultato della discussione in Commissione costituzionale parlamentare | Risultato della discussione in Commissione costituzionale parlamentare | Risultato della discussione in Commissione costituzionale parlamentare | Risultato della discussione in Commissione costituzionale parlamentare | Risultato della discussione in Commissione costituzionale parlamentare | Risultato della discussione in Commissione costituzionale parlamentare |
| Proposta                                                               | 1                                                                      | 2                                                                      | 3                                                                      | 4                                                                      | 5                                                                      | 6                                                                      | 7                                                                      | 8                                                                      | 9                                                                      | 10                                                                     | 11                                                                     | 12                                                                     | 13                                                                     | 14                                                                     | 15                                                                     | 16                                                                     | 17                                                                     | 18                                                                     | 19                                                                     | 20                                                                     | 21                                                                     |
| ---------------------------------------------------------------------- | ---------------------------------------------------------------------- | ---------------------------------------------------------------------- | ---------------------------------------------------------------------- | ---------------------------------------------------------------------- | ---------------------------------------------------------------------- | ---------------------------------------------------------------------- | ---------------------------------------------------------------------- | ---------------------------------------------------------------------- | ---------------------------------------------------------------------- | ---------------------------------------------------------------------- | ---------------------------------------------------------------------- | ---------------------------------------------------------------------- | ---------------------------------------------------------------------- | ---------------------------------------------------------------------- | ---------------------------------------------------------------------- | ---------------------------------------------------------------------- | ---------------------------------------------------------------------- | ---------------------------------------------------------------------- | ---------------------------------------------------------------------- | ---------------------------------------------------------------------- | ---------------------------------------------------------------------- |
| Risultato                                                              | Si                                                                     | Si                                                                     | Si                                                                     | Si                                                                     | No                                                                     | Si                                                                     | Si                                                                     | Si                                                                     | Si                                                                     | Si                                                                     | Si                                                                     | Si                                                                     | Si                                                                     | No                                                                     | No                                                                     | Si                                                                     | Si                                                                     | Si                                                                     | Si                                                                     | Si                                                                     | Si                                                                     |

### Voto parlamentare

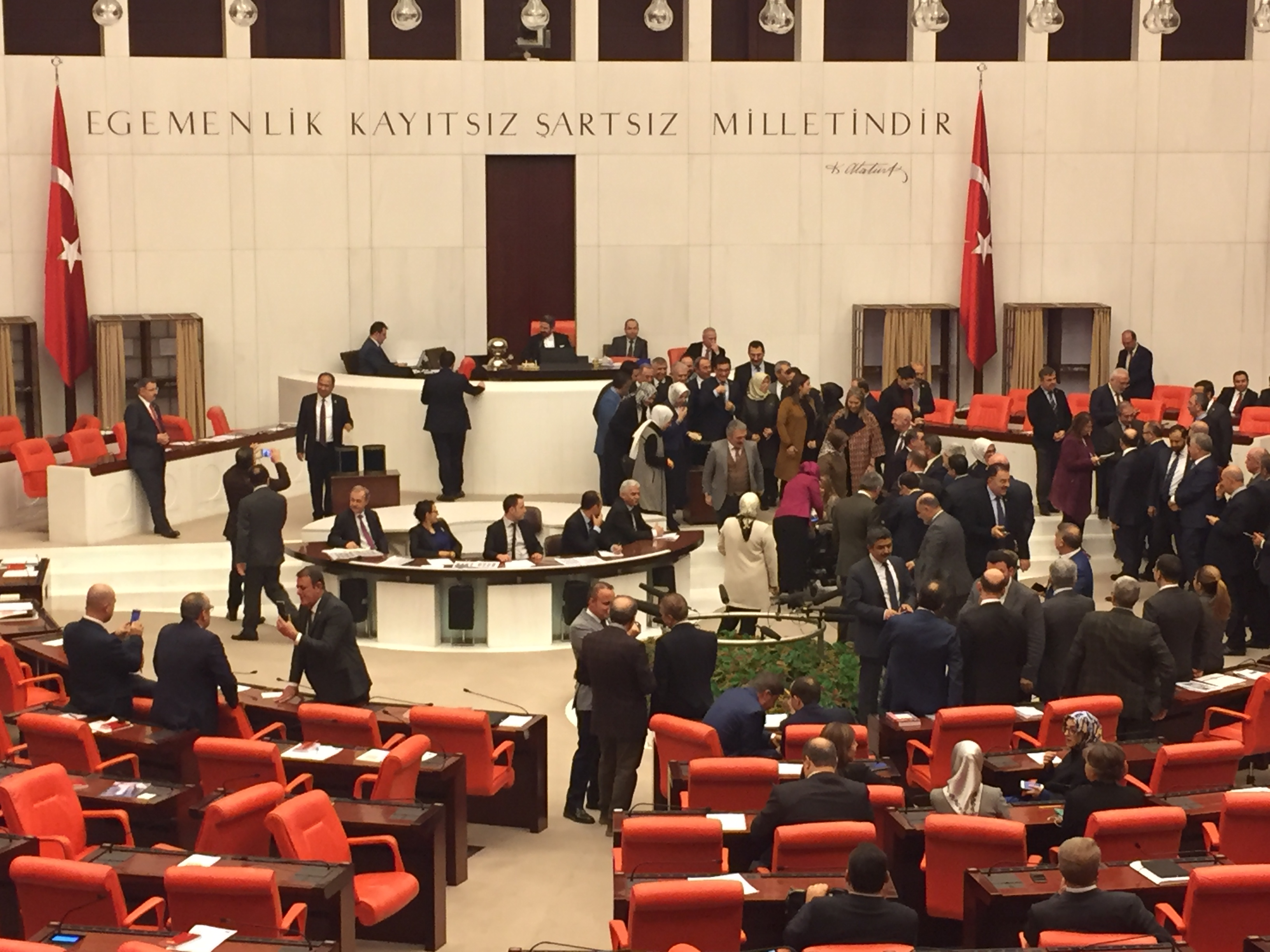
I deputati del parlamento turco durante le votazioni sugli articoli della riforma costituzionale.

Dopo l'approvazione da parte della Commissione costituzionale parlamentare, le 18 proposte di riforma costituzione furono presentate al parlamento per la loro ratificazione. Secondo la costituzione le regole delle votazioni sono le seguenti:
- le proposte votate con una maggioranza dei 3/5 (e quindi 330 deputati) sono sottoposte a referendum popolare confermativo;
- le proposte votate con una maggioranza dei 2/3 dei voti (e quindi 367 deputati) entrano immediatamente in vigore.

Il partito AKP dichiarò ufficialmente che le proposte sarebbero state sottoposte comunque a referendum (anche se la maggioranza dei 2/3 dei voti fosse stata raggiunta).
Secondo la costituzione la procedura da seguire è la seguente:
1. Viene prevista una prima votazione, con cui si votano singolarmente gli articoli della riforma costituzionale, con la possibilità — per tutti i partiti del parlamento — di proporre emendamenti;
2. Con una seconda votazione i partiti non possono più proporre emendamenti. Si votano gli articoli della riforma che hanno ottenuto la maggioranza al primo voto. Le proposte devono ottenere almeno 330 voti (per poter essere sottoposte a referendum) oppure almeno 367 (per l'immediata entrata in vigore);
3. Viene prevista una votazione finale che verte sull'intera riforma costituzionale. Le maggioranze sono le stesse della seconda votazione. L'intero processo si arresta se durante la votazione finale le proposte non vengono approvate almeno da 330 deputati.

Dei 550 deputati del parlamento, i deputati dichiarati «non abilitati al voto» furono:
- 11 parlamentari dell'HDP — tra cui i due co-leader Selahattin Demirtaş e Figen Yüksekdağ — che vennero arrestati un mese prima delle votazioni con l'accusa di terrorismo, e quindi non poterono partecipare più all'attività parlamentare. I restanti 48 deputati del partito scelsero di boicottare il voto in solidarietà con i colleghi, dopo che una loro mozione per farli partecipare comunque al voto fu respinta;[31][32][33]
- il Presidente del Parlamento (in turco Türkiye Büyük Millet Meclisi) İsmail Kahraman, membro dell'AKP, che — in virtù del suo ruolo — non prende mai parte alle votazioni, né ad altre iniziative politiche, e quindi non viene mai conteggiato per tali scopi. Durante le votazioni venne ricoverato in ospedale e non poté presiedere la seduta.
- Il vicepresidente del parlamento Ahmet Aydın (AKP) che sostituì il presidente nella gestione delle sedute, e quindi non poté partecipare alle votazioni.

Dei 537 deputati dichiarati «abilitati al voto» vi erano:
- 315 deputati dell'AKP (schierati per il «sì»)
- 133 deputati del CHP (schierati per il «no»);
- 48 deputati dell'HDP(decisi a boicottare il voto);
- 39 deputati del MHP (di cui 33 schierati per il «sì» e 6 schierati per il «no»);
- 2 deputati indipendenti (schierati per il «no»).

| Distribuzione teorica dei voti in base alle dichiarazioni dei partiti | Distribuzione teorica dei voti in base alle dichiarazioni dei partiti | Distribuzione teorica dei voti in base alle dichiarazioni dei partiti | Distribuzione teorica dei voti in base alle dichiarazioni dei partiti | Distribuzione teorica dei voti in base alle dichiarazioni dei partiti | Distribuzione teorica dei voti in base alle dichiarazioni dei partiti | Distribuzione teorica dei voti in base alle dichiarazioni dei partiti | Distribuzione teorica dei voti in base alle dichiarazioni dei partiti | Distribuzione teorica dei voti in base alle dichiarazioni dei partiti | Distribuzione teorica dei voti in base alle dichiarazioni dei partiti |
| Partito                                                               | Partito                                                               | Partito                                                               | Leader                                                                | Posizione                                                             | Totale deputati                                                       | Abilitati al voto                                                     | Votanti SI                                                            | Votanti NO                                                            | Rappresentazione grafica                                              |
| --------------------------------------------------------------------- | --------------------------------------------------------------------- | --------------------------------------------------------------------- | --------------------------------------------------------------------- | --------------------------------------------------------------------- | --------------------------------------------------------------------- | --------------------------------------------------------------------- | --------------------------------------------------------------------- | --------------------------------------------------------------------- | --------------------------------------------------------------------- |
|                                                                       | AKP                                                                   | Partito per la Giustizia e lo Sviluppo                                | Binali Yıldırım                                                       | Sì                                                                    | 317                                                                   | 315                                                                   | 315                                                                   | 0                                                                     |                                                                       |
|                                                                       | CHP                                                                   | Partito Popolare Repubblicano                                         | Kemal Kılıçdaroğlu                                                    | No                                                                    | 133                                                                   | 133                                                                   | 0                                                                     | 133                                                                   |                                                                       |
|                                                                       | MHP                                                                   | Partito del Movimento Nazionalista                                    | Devlet Bahçeli                                                        | Sì                                                                    | 39                                                                    | 39                                                                    | 33                                                                    | 6                                                                     |                                                                       |
|                                                                       | HDP                                                                   | Partito Democratico dei Popoli                                        | Selahattin Demirtaş / Figen Yüksekdağ                                 | No                                                                    | 59                                                                    | 48                                                                    | Boicottaggio                                                          | Boicottaggio                                                          |                                                                       |
|                                                                       |                                                                       | Indipendenti                                                          |                                                                       | No                                                                    | 2                                                                     | 2                                                                     | 0                                                                     | 2                                                                     | I parlamentari in nero sono quelli dichiarati «non abilitati al voto» |
| Totale                                                                | Totale                                                                | Totale                                                                | Totale                                                                | Totale                                                                | 550                                                                   | 537                                                                   | 348                                                                   | 141                                                                   | Referendum                                                            |

#### La prima votazione
Il voto in parlamento cominciò il 9 gennaio; la prima votazione si concluse il 15 gennaio. Gli esponenti dell'opposizione criticarono pesantemente il modo di gestire le votazioni, in particolare l'approvazione di 4-5 articoli della riforma al giorno, senza possibilità di rinvii o sospensioni delle sedute. Il voto è stato caratterizzato da numerose irregolarità: alcuni parlamentari del CHP filmarono alcuni colleghi dell'AKP che avevano dichiarato apertamente il loro voto o che avevano intimidito i parlamentari ancora indecisi per votare «sì». Fece scalpore il caso del ministro della sanità Recep Akdağ che dichiarò il suo voto e ammise — subito dopo — di aver commesso un crimine.
In generale, la votazione fu contraddistinta da episodi di scontri (anche fisici) tra parlamentari favorevoli e contrari alla riforma. La parlamentare di opposizione Fatma Kaplan Hürriyet (CHP) accusò di essere stata strangolata dal capogruppo dell'AKP Mustafa Elitaş dopo averlo filmato con il Primo ministro Binali Yıldırım mentre entrambi dichiaravano apertamente il loro voto. Diversi parlamentari sono stati ricoverati in ospedale; inoltre, durante una rissa, il podio da cui essi solitamente parlano venne spostato e uno dei microfoni — dal valore complessivo di 15.000 € — venne rubato.

#### La seconda votazione
La seconda votazione si concluse il 20 gennaio: tutti gli emendamenti alla costituzione vennero approvati con più di 330 voti (necessari per sottoporre le modifiche a referendum popolare confermativo).

#### La votazione finale
La votazione finale si svolse lo stesso giorno, superando — anche in questa occasione — la soglia dei 330 voti necessari. Anche questa volta, vi furono numerosi episodi di dichiarazione del voto da parte dei deputati dell'AKP.
| Proposta n.                                                                   | Descrizione della proposta                                                                      | PRIMA VOTAZIONE                                                               | PRIMA VOTAZIONE                                                               | PRIMA VOTAZIONE                                                               | PRIMA VOTAZIONE                                                               | SECONDA VOTAZIONE | SECONDA VOTAZIONE | SECONDA VOTAZIONE | SECONDA VOTAZIONE | RISULTATO |
| Proposta n.                                                                   | Descrizione della proposta                                                                      | Votanti                                                                       | Sì                                                                            | No                                                                            | Altri                                                                         | Votanti           | Sì                | No                | Altri             | RISULTATO |
| ----------------------------------------------------------------------------- | ----------------------------------------------------------------------------------------------- | ----------------------------------------------------------------------------- | ----------------------------------------------------------------------------- | ----------------------------------------------------------------------------- | ----------------------------------------------------------------------------- | ----------------- | ----------------- | ----------------- | ----------------- | --------- |
| Proposta n.                                                                   | Mozione per l'inizio della procedura                                                            | 480                                                                           | 338                                                                           | 134                                                                           | 3                                                                             | Votanti           | Sì                | No                | Altri             | RISULTATO |
| 1                                                                             | Imparzialità dell'ordine giudiziario                                                            | 484                                                                           | 347                                                                           | 132                                                                           | 5                                                                             | 486               | 345               | 140               | 1                 | approvato |
| 2                                                                             | Aumento del numero dei parlamentari (da 550 a 600)                                              | 480                                                                           | 343                                                                           | 133                                                                           | 3                                                                             | 485               | 342               | 139               | 4                 | approvato |
| 3                                                                             | Norme sull'elettorato passivo                                                                   | 485                                                                           | 341                                                                           | 139                                                                           | 5                                                                             | 486               | 342               | 137               | 6                 | approvato |
| 4                                                                             | Elezioni contemporanee del Parlamento e del Presidente                                          | 486                                                                           | 343                                                                           | 139                                                                           | 4                                                                             | 486               | 342               | 138               | 6                 | approvato |
| 5                                                                             | Poteri e responsabilità del Parlamento                                                          | 354                                                                           | 343                                                                           | 7                                                                             | 4                                                                             | 486               | 342               | 140               | 4                 | approvato |
| 6                                                                             | Poteri di controllo del Parlamento                                                              | 483                                                                           | 343                                                                           | 137                                                                           | 3                                                                             | 485               | 342               | 138               | 5                 | approvato |
| 7                                                                             | Elezioni del presidente                                                                         | 482                                                                           | 340                                                                           | 136                                                                           | 6                                                                             | 484               | 340               | 136               | 8                 | approvato |
| 8                                                                             | Obblighi del presidente                                                                         | 481                                                                           | 340                                                                           | 135                                                                           | 6                                                                             | 483               | 339               | 138               | 6                 | approvato |
| 9                                                                             | Responsabilità penale del Presidente                                                            | 485                                                                           | 343                                                                           | 137                                                                           | 5                                                                             | 483               | 341               | 137               | 5                 | approvato |
| 10                                                                            | Vicepresidente e Ministri                                                                       | 483                                                                           | 343                                                                           | 135                                                                           | 5                                                                             | 481               | 340               | 136               | 5                 | approvato |
| 11                                                                            | Rinnovo delle elezioni                                                                          | 483                                                                           | 341                                                                           | 134                                                                           | 8                                                                             | 481               | 342               | 135               | 4                 | approvato |
| 12                                                                            | Norme sullo stato di emergenza                                                                  | 482                                                                           | 344                                                                           | 133                                                                           | 5                                                                             | 484               | 342               | 138               | 4                 | approvato |
| 13                                                                            | Abolizione dei Tribunali militari                                                               | 482                                                                           | 343                                                                           | 133                                                                           | 6                                                                             | 484               | 343               | 136               | 5                 | approvato |
| 14                                                                            | Norme sul Consiglio dei Giudici e dei Pubblici Ministeri                                        | 483                                                                           | 341                                                                           | 133                                                                           | 9                                                                             | 487               | 342               | 139               | 6                 | approvato |
| 15                                                                            | Norme sul bilancio dello Stato                                                                  | 483                                                                           | 341                                                                           | 134                                                                           | 8                                                                             | 486               | 342               | 141               | 3                 | approvato |
| 16                                                                            | Adattamento degli altri articoli                                                                | 482                                                                           | 341                                                                           | 134                                                                           | 7                                                                             | 486               | 342               | 141               | 3                 | approvato |
| 17                                                                            | Articoli temporanei per la transizione                                                          | 484                                                                           | 342                                                                           | 135                                                                           | 7                                                                             | 485               | 341               | 139               | 5                 | approvato |
| 18                                                                            | Possibilità del Presidente di essere membro di un partito e entrata in vigore degli emendamenti | 481                                                                           | 344                                                                           | 131                                                                           | 6                                                                             | 488               | 343               | 142               | 3                 | approvato |
| Mozione finale (330 per il referendum, 367 per l'immediata entrata in vigore) | Mozione finale (330 per il referendum, 367 per l'immediata entrata in vigore)                   | Mozione finale (330 per il referendum, 367 per l'immediata entrata in vigore) | Mozione finale (330 per il referendum, 367 per l'immediata entrata in vigore) | Mozione finale (330 per il referendum, 367 per l'immediata entrata in vigore) | Mozione finale (330 per il referendum, 367 per l'immediata entrata in vigore) | 488               | 339               | 142               | 7                 | approvato |

## Reazioni alla riforma
Gli emendamenti sono stati accolti con pesanti critiche dei partiti di opposizione e delle organizzazioni non governative, mettendo in primo piano l'erosione della separazione dei poteri e l'abolizione della responsabilità parlamentare. Alcuni esperti costituzionalisti turchi quali Kemal Gözler e İbrahim Kaboglu hanno affermato che i cambiamenti si sarebbero tradotti de facto in un Parlamento impotente, mentre il presidente avrebbe avuto un ampio controllo sul potere legislativo, esecutivo e giudiziario. Il 4 dicembre 2016 alcuni sindacati e associazioni tennero una riunione ad Ankara — nonostante il governatore della regione avesse revocato precedentemente i permessi per manifestare — per chiedere il rifiuto del sistema presidenziale per il fatto che minacciava l'indipendenza della magistratura e dei valori democratici laici.

### La posizione del CHP

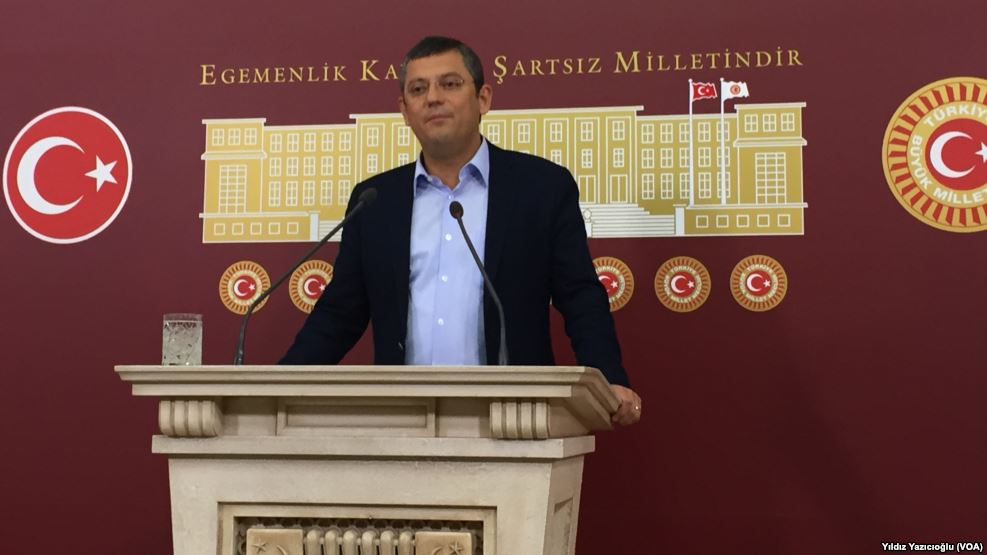
Il capogruppo in parlamento del CHP Özgür Özel che annuncia la posizione contraria del suo partito alla riforma costituzionale.

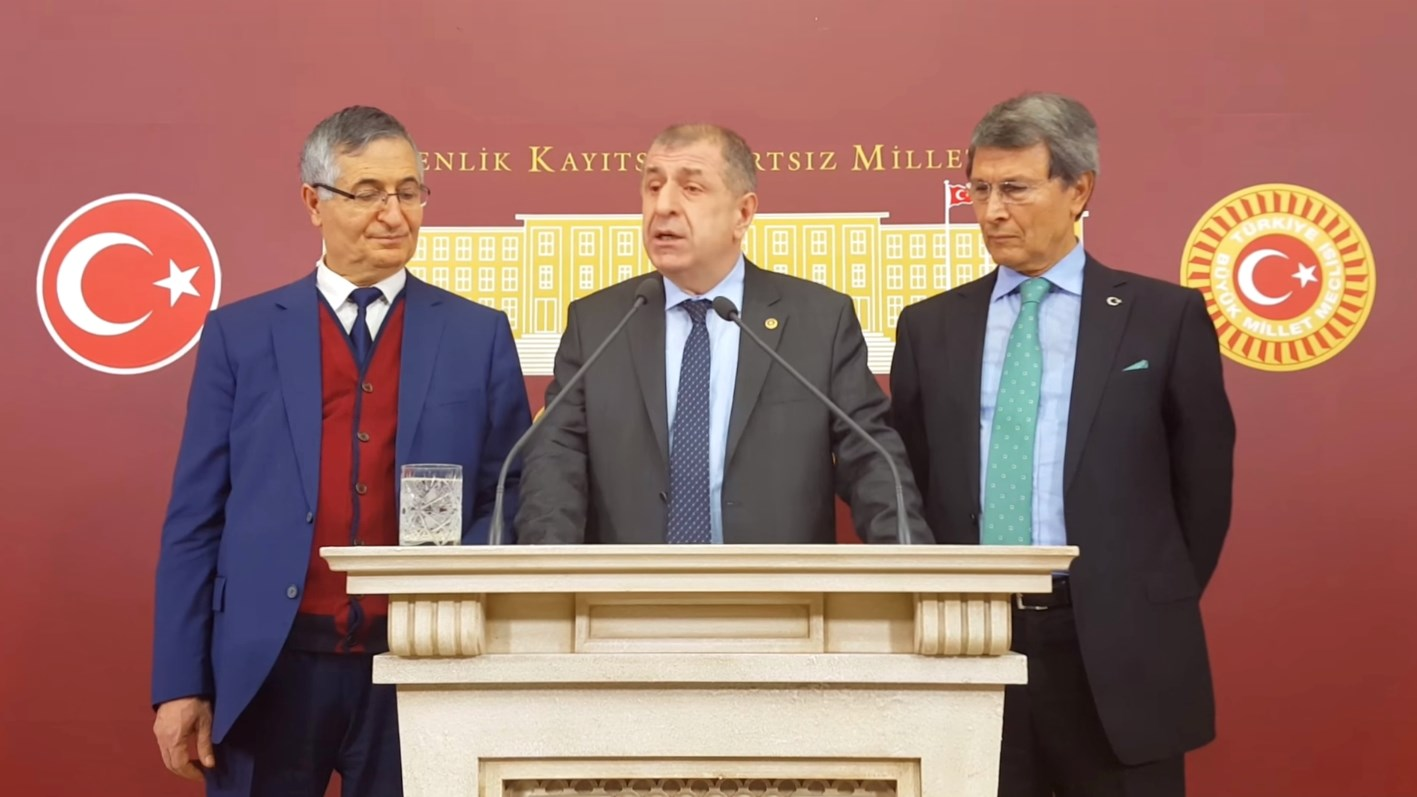
Tre deputati del MHP che dichiarano il loro «no» alle proposte di modifica della costituzione.

Gli emendamenti sono stati inizialmente accolti con risposte contrastanti da parte dal partito socialdemocratico e laico CHP (all'opposizione), partito che è stato a lungo critico dei piani costituzionali dell'AKP. Poco dopo che le proposte furono rese pubbliche e presentate al Parlamento il 10 dicembre, il Primo Ministro Binali Yıldırım riferì che il CHP era d'accordo con cinque delle diciotto modifiche proposte. Tuttavia, l'opinione ufficiale del CHP è stata negativa: infatti il vicesegretario Selin Sayek Böke affermò che le proposte essenzialmente avrebbero creato un «sultanato».  Il deputato Levent Gök (CHP) — uno dei primi a commentare le proposte di riforma costituzionale — ha sostenuto che i cambiamenti avrebbero fatto tornare indietro di 140 anni la democrazia parlamentare turca, invitando tutti i partiti a respingere le proposte. Il capogruppo del CHP Özgür Özel — in un'intervista al quotidiano Cumhuriyet — ha definito le proposte un «cambiamento di regime», sottolineando la futura impotenza del parlamento, in particolare per il mancato controllo sulla nomina dei ministri e sulle loro dimissioni. Prima delle votazioni Özel ha affermato che l'AKP non sarebbe riuscito ad ottenere i 330 voti necessari per sottoporre le modifiche a referendum, affermando che sarebbe stato sorpreso se il numero di parlamentari che avrebbero votato a favore avesse raggiunto la quota di 275. La deputata del CHP Selina Doğan ha affermato che la natura autoritaria delle proposte potrebbe effettivamente far terminare i negoziati di adesione all'UE della Turchia, citando la mancanza di qualsiasi rilevanza dei valori europei nelle proposte di modifica della costituzione. Un altro esponente del CHP, il deputato Oktan Yüksel, ha affermato che le proposte somigliavano la costituzione della Siria di Assad, affermando che la Turchia non avrebbe avuto una nuova costituzione nazionale, ma una «costituzione siriana tradotta».

### La posizione del MHP
Come è noto, il partito di estrema destra MHP ha firmato e votato — insieme all'AKP — tutte le modifiche costituzionali. Ciononostante fu segnalato che i membri della "base" del partito erano critici sul contenuto delle proposte e il coinvolgimento del loro partito nella loro stesura. Il leader del partito Devlet Bahçeli — che ha storicamente prestato sostegno al AKP in situazioni controverse — è stato oggetto di critiche da tutti i principali partiti per la sua decisione di sostenere gli emendamenti costituzionali, venendo definito il «giardino sul retro» o la «ruota di scorta» dell'AKP. Il 24 ottobre 2016, cinque dei quaranta parlamentari del partito hanno dichiarato che avrebbero votato «no» alle proposte costituzionali, contro la linea ufficiale del MHP. Il deputato Ümit Özdağ — che aveva precedentemente sfidato Bahçeli alle primarie del partito — venne espulso dal gruppo parlamentare del MHP a novembre, in quanto contrario alle modifiche costituzionali. Un sondaggio pubblicato dall'istituto Gezici nel mese di dicembre ha mostrato che quasi i due terzi dei sostenitori MHP erano contro le modifiche proposte, anche se questi sono stati anche i più indecisi tra i membri di altri partiti.

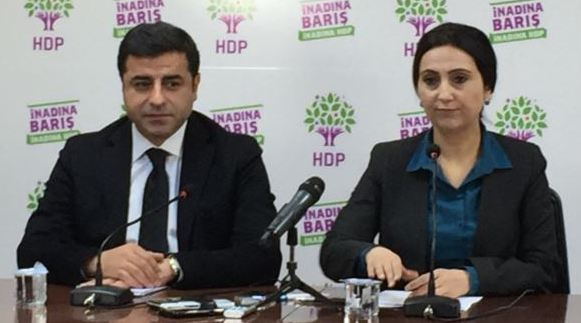
I due co-leader dell'HDP Selahattin Demirtaş e Figen Yüksekdağ durante una conferenza stampa. Entrambi sono attualmente in carcere con accuse di terrorismo.

### La posizione del HDP
Parlando poco dopo la presentazione della riforma, Ayhan Bilgen, portavoce del partito filo-curdo e di sinistra HDP, ha criticato le modifiche proposte in quanto «antidemocratiche» e contrarie al principio di indipendenza della magistratura. Citando la proposta di creare «decreti esecutivi» — che possono essere emessi dal Presidente a volontà, senza controllo parlamentare — Bilgen aveva criticato la natura delle modifiche definendole «scritte male», un «tentativo di coprire le violazioni costituzionali che avevano avuto luogo già sotto l'attuale costituzione».  Il partito ha sempre ritenuto la riforma come l'anticipo di regime con un «uomo solo al comando» (in questo caso il futuro presidente) e ha annunciato di voler elaborare un nuovo testo costituzionale per la Turchia che sia caratterizzato dalla tutela dei diritti delle minoranze e le libertà democratiche (come la libertà di associazione, di riunione e di stampa). I due co-leader del HDP Selahattin Demirtaş e Figen Yüksekdağ — ed altri 10 deputati del partito — vennero arrestati nel novembre 2016: formalmente con accuse legate al terrorismo e al PKK ma de facto a causa delle loro posizioni nettamente contrarie alle politiche di Erdogan e all'introduzione di un sistema di tipo presidenziale.
Il 21 dicembre 2016 CHP e HDP elaborarono una mozione parlamentare che dichiarare le proposte «incostituzionali», ma tale mozione venne respinta dai parlamentari.

### Altre critiche
Le proposte di modifica della costituzione turca sono state pesantemente criticate anche fuori dalla Turchia.
Secondo un commentatore politico del quotidiano ingleseThe Guardian:
L'organizzazione non governativa Human Rights Watch aveva precedentemente dichiarato che le modifiche sono una «grande minaccia per i diritti umani, lo stato di diritto, e il futuro democratico del paese».
Il Consiglio d'Europa —  dopo una visita di quattro giorni nel paese — affermò che le misure prese dal governo di Erdogan (come l'arresto dei due co-leader dell'HDP Selahattin Demirtaş e Figen Yüksekdağ dopo aver eliminato dall'ordinamento giuridico turco l'istituto dell'immunità parlamentare) nel periodo precedente al referendum «non combaciano con i principi adottati dall'organizzazione stessa (di cui la Turchia fa parte)». Sul contenuto della riforma, il Consiglio d'Europa — che incaricò la Commissione di Venezia di stilare un rapporto sulla situazione — dichiarò che:
Sul settimanale inglese The Economist un editoriale sostenne che «un voto per il si farebbe governare [in Turchia] un dittatore eletto».
Nel marzo 2017, la Commissione di Venezia — nel suo rapporto richiesto dal Consiglio d'Europa — ha descritto le modifiche costituzionali come «una minaccia per la democrazia» e ha sottolineato i «pericoli di degenerazione del sistema proposto [che potrebbe dar luogo a] un autoritario regime personale».
Il segretario generale del Consiglio d'Europa Thorbjørn Jagland ha dichiarato di essere «particolarmente preoccupato» per la parte della riforma riguardante la magistratura «perché una magistratura indipendente è un elemento fondamentale di qualsiasi società democratica e fondata sullo stato di diritto».

## Sondaggi

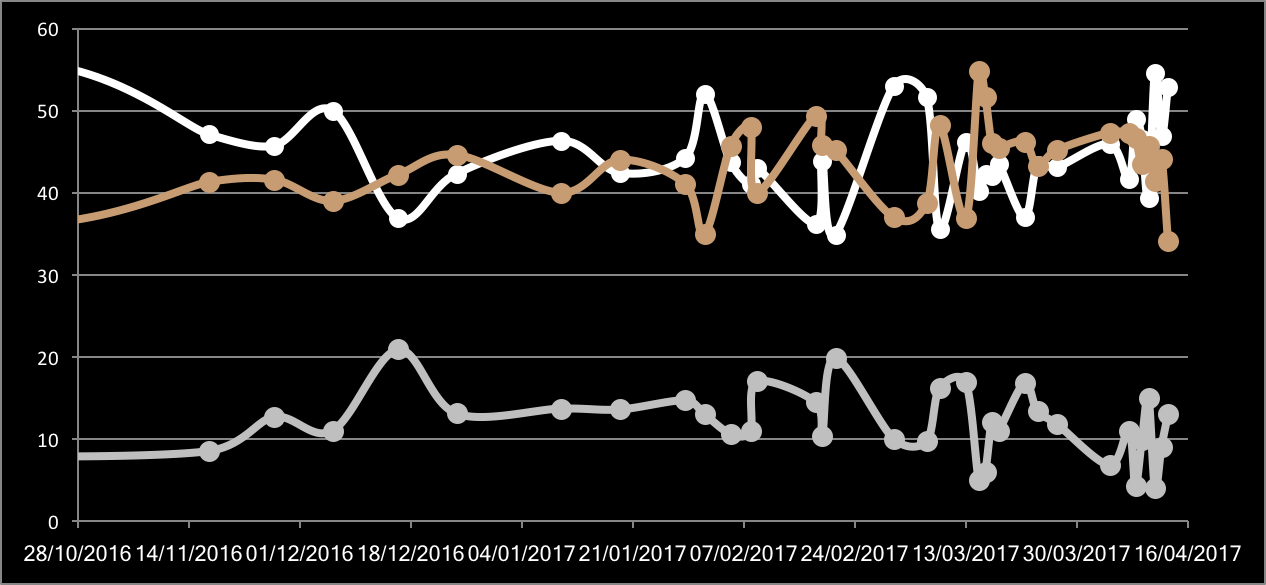

| Data                | Istituto di sondaggi / Committente | Campione | % dei voti considerando gli indecisi | % dei voti considerando gli indecisi | % dei voti considerando gli indecisi | | % dei voti sì / no | % dei voti sì / no |
| Data                | Istituto di sondaggi / Committente | Campione | Si | No | Indecisi | Si | No | |
| ------------------- | --- | --- | --- | --- | --- | --- | --- | --- |
| 11–13 Apr 2017      | ORC | 3.980 | 59,4 | 40,6 | – | | 59,4 | 40,6 |
| 11–13 Apr 2017      | Qriously | ? | 44.1 | 30.6 | 25.3 | | 59.0 | 41.0 |
| 8–13 Apr 2017       | A&G | 6,048 | 52.9 | 34.1 | 13.0 | 60.8 | 39.2 | |
| 8–12 Apr 2017       | THEMİS | – | 46.1 | 53.9 | – | 46.1 | 53.9 | |
| 7–10 Apr 2017       | KONDA Archiviato il 31 gennaio 2020 in Internet Archive.                                                                                                 | 3,462 | 46.9 | 44.1 | 9.0 | 51.5 | 48.5 | |
| 5–10 Apr 2017       | AKAM | 8,160 | 39.3 | 45.7 | 15.0 | 46.2 | 53.8 | |
| 5–10 Apr 2017       | MAK | 5,500 | 54.6 | 41.4 | 4.0 | 56.5 | 43.5 | |
| 5–10 Apr 2017       | ANAR | 4,189 | 52.0 | 48.0 | – | 52.0 | 48.0 | |
| 8–9 Apr 2017        | Gezici | 1,399 | 46.6 | 43.5 | 9.9 | 51.3 | 48.7 | |
| 9 Apr 2017          | Scade il termine per votare per i cittadini turchi residenti all'estero                                                                                  | Scade il termine per votare per i cittadini turchi residenti all'estero                                                                                  | Scade il termine per votare per i cittadini turchi residenti all'estero                                                                                  | Scade il termine per votare per i cittadini turchi residenti all'estero                                                                                  | Scade il termine per votare per i cittadini turchi residenti all'estero                                                                                  | Scade il termine per votare per i cittadini turchi residenti all'estero                                                                                  | Scade il termine per votare per i cittadini turchi residenti all'estero                                                                                  | Scade il termine per votare per i cittadini turchi residenti all'estero                                                                                  |
| 2–8 Apr 2017        | Konsensus | 2,000 | 49.0 | 46.7 | 4.3 | | 51.2 | 48.8 |
| 1–8 Apr 2017        | THEMİS | 600 | 41.7 | 47.3 | 11.0 | 46.9 | 53.1 | |
| 4–6 Apr 2017        | Qriously | 2,593 | 43.5 | 31.1 | 25.4 | 58.3 | 41.7 | |
| 1–4 Apr 2017        | NET | 2,700 | 45.9 | 47.3 | 6.8 | 49.2 | 50.8 | |
| 1–2 Apr 2017        | Gezici | – | 53.3 | 46.7 | – | 53.3 | 46.7 | |
| 15 Mar–2 Apr 2017   | CHP | 4,681 | 33.2 | 43.0 | 22.7 | 43.6 | 56.4 | |
| 28–30 Mar 2017      | Qriously | 3,418 | 43.6 | 27.4 | 29.0 | 61.4 | 38.6 | |
| 24–27 Mar 2017      | ORC | 2,740 | 55.4 | 44.6 | – | 55.4 | 44.6 | |
| 27 Mar 2017         | Konsensus | 1,555 | 43.1 | 45.2 | 11.8 | 48.8 | 51.2 | |
| 27 Mar 2017         | I turchi residenti all'estero cominciano a votare | I turchi residenti all'estero cominciano a votare | I turchi residenti all'estero cominciano a votare | I turchi residenti all'estero cominciano a votare | I turchi residenti all'estero cominciano a votare | I turchi residenti all'estero cominciano a votare | I turchi residenti all'estero cominciano a votare | I turchi residenti all'estero cominciano a votare |
| 10–24 Mar 2017      | Sonar | 5,000 | 43.34 | 43.30 | 13.36 | | 48.8 | 51.2 |
| 18–22 Mar 2017      | AKAM | 2,032 | 37.0 | 46.2 | 16.8 | 44.5 | 55.5 | |
| 17 Mar 2017         | Gezici | – | 43.5 | 45.5 | 11.0 | 48.9 | 51.1 | |
| 17 Mar 2017         | CHP | – | 42.0 | 46.0 | 12.0 | 47.7 | 52.3 | |
| 8–15 Mar 2017       | Times | 2,000 | 42.3 | 51.7 | 6.0 | 44.3 | 55.7 | |
| 10–15 Mar 2017      | CHP | 5,000 | 40.2 | 54.8 | 5.0 | 42.3 | 57.7 | |
| 6–13 Mar 2017       | Politic's | 2,753 | 46.2 | 36.9 | 16.9 | 55.7 | 44.3 | |
| 12 Mar 2017         | Scoppia la crisi diplomatica tra Turchia e Paesi Bassi                                                                                                   | Scoppia la crisi diplomatica tra Turchia e Paesi Bassi                                                                                                   | Scoppia la crisi diplomatica tra Turchia e Paesi Bassi                                                                                                   | Scoppia la crisi diplomatica tra Turchia e Paesi Bassi                                                                                                   | Scoppia la crisi diplomatica tra Turchia e Paesi Bassi                                                                                                   | Scoppia la crisi diplomatica tra Turchia e Paesi Bassi                                                                                                   | Scoppia la crisi diplomatica tra Turchia e Paesi Bassi                                                                                                   | Scoppia la crisi diplomatica tra Turchia e Paesi Bassi                                                                                                   |
| 3–9 Mar 2017        | AKAM | 8,120 | 35.6 | 48.2 | 16.2 | | 42.4 | 57.6 |
| 1–7 Mar 2017        | ORC | 3,140 | 51.6 | 38.7 | 9.7 | 57.2 | 42.8 | |
| 25 Feb – 2 Mar 2017 | MAK | 5,400 | 53.0 | 37.0 | 10.0 | 58.9 | 41.1 | |
| 1 Mar 2017          | Il presidente Recep Tayyip Erdoğan chiede agli istituti di sondaggi vicini al governo di non effettuare ricerche demoscopiche per tutto il mese di marzo | Il presidente Recep Tayyip Erdoğan chiede agli istituti di sondaggi vicini al governo di non effettuare ricerche demoscopiche per tutto il mese di marzo | Il presidente Recep Tayyip Erdoğan chiede agli istituti di sondaggi vicini al governo di non effettuare ricerche demoscopiche per tutto il mese di marzo | Il presidente Recep Tayyip Erdoğan chiede agli istituti di sondaggi vicini al governo di non effettuare ricerche demoscopiche per tutto il mese di marzo | Il presidente Recep Tayyip Erdoğan chiede agli istituti di sondaggi vicini al governo di non effettuare ricerche demoscopiche per tutto il mese di marzo | Il presidente Recep Tayyip Erdoğan chiede agli istituti di sondaggi vicini al governo di non effettuare ricerche demoscopiche per tutto il mese di marzo | Il presidente Recep Tayyip Erdoğan chiede agli istituti di sondaggi vicini al governo di non effettuare ricerche demoscopiche per tutto il mese di marzo | Il presidente Recep Tayyip Erdoğan chiede agli istituti di sondaggi vicini al governo di non effettuare ricerche demoscopiche per tutto il mese di marzo |
| 16–21 Feb 2017      | AKAM | 4,060 | 34.9 | 45.2 | 19.9 | | 43.6 | 56.4 |
| 16–19 Feb 2017      | NET | 3,535 | 43.8 | 45.8 | 10.4 | 48.9 | 51.1 | |
| 10–18 Feb 2017      | THEMİS | 1,985 | 36.2 | 49.3 | 14.5 | 42.4 | 57.6 | |
| 10 Feb 2017         | Il presidente Recep Tayyip Erdoğan indice il referendum per il 16 aprile 2017                                                                            | Il presidente Recep Tayyip Erdoğan indice il referendum per il 16 aprile 2017                                                                            | Il presidente Recep Tayyip Erdoğan indice il referendum per il 16 aprile 2017                                                                            | Il presidente Recep Tayyip Erdoğan indice il referendum per il 16 aprile 2017                                                                            | Il presidente Recep Tayyip Erdoğan indice il referendum per il 16 aprile 2017                                                                            | Il presidente Recep Tayyip Erdoğan indice il referendum per il 16 aprile 2017                                                                            | Il presidente Recep Tayyip Erdoğan indice il referendum per il 16 aprile 2017                                                                            | Il presidente Recep Tayyip Erdoğan indice il referendum per il 16 aprile 2017                                                                            |
| 9 Feb 2017          | Sonar | – | 43.0 | 40.0 | 17.0 | | 51.8 | 48.2 |
| 8 Feb 2017          | CHP | – | 41.0 | 48.0 | 11.0 | 46.1 | 53.9 | |
| 4–5 Feb 2017        | Gezici | 2,860 | 43.7 | 45.7 | 10.6 | 48.9 | 51.1 | |
| 26 Gen – 1 Feb 2017 | MAK Archiviato il 18 febbraio 2017 in Internet Archive.                                                                                                  | 5,400 | 52.0 | 35.0 | 13.0 | 59.8 | 40.2 | |
| 30 Gen 2017         | GENAR Archiviato il 12 marzo 2017 in Internet Archive.                                                                                                   | – | 55.0 | 45.0 | – | 55.0 | 45.0 | |
| 24–29 Gen 2017      | Konsensus | 1,499 | 44.2 | 41.1 | 14.7 | 51.8 | 48.2 | |
| 26 Gen 2017         | Gezici | – | 41.8 | 58.2 | – | 41.8 | 58.2 | |
| 21 Gen 2017         | Il parlamento vota le 18 proposte di modifica costituzionale con la soglia necessaria per sottoporle a referendum                                        | Il parlamento vota le 18 proposte di modifica costituzionale con la soglia necessaria per sottoporle a referendum                                        | Il parlamento vota le 18 proposte di modifica costituzionale con la soglia necessaria per sottoporle a referendum                                        | Il parlamento vota le 18 proposte di modifica costituzionale con la soglia necessaria per sottoporle a referendum                                        | Il parlamento vota le 18 proposte di modifica costituzionale con la soglia necessaria per sottoporle a referendum                                        | Il parlamento vota le 18 proposte di modifica costituzionale con la soglia necessaria per sottoporle a referendum                                        | Il parlamento vota le 18 proposte di modifica costituzionale con la soglia necessaria per sottoporle a referendum                                        | Il parlamento vota le 18 proposte di modifica costituzionale con la soglia necessaria per sottoporle a referendum                                        |
| 6–19 Gen 2017       | MetroPoll | 2,000 | 42.4 | 44.0 | 13.6 | | 49.1 | 50.9 |
| 11–17 Gen 2017      | AKAM | 2,240 | 42.4 | 57.6 | – | 42.4 | 57.6 | |
| 1–11 Gen 2017       | ORC | 2,340 | 62.0 | 38.0 | – | 62.0 | 38.0 | |
| 3–10 Gen 2017       | Optimar Archiviato il 27 gennaio 2017 in Internet Archive.                                                                                               | 2,043 | 46.3 | 40.0 | 13.7 | 53.6 | 46.4 | |
| 1–25 Dic 2016       | Sonar | 5,000 | 42.3 | 44.6 | 13.1 | 48.7 | 51.3 | |
| 7–16 Dic 2016       | KHAS Archiviato il 1º novembre 2017 in Internet Archive.                                                                                                 | 1,000 | 36.9 | 42.2 | 20.9 | 46.6 | 53.4 | |
| 15 Dic 2016         | ORC Archiviato il 3 gennaio 2017 in Internet Archive. | 2,450 | 61.0 | 39.0 | – | 61.0 | 39.0 | |
| 1–8 Dic 2016        | I partiti AKP e MHP approvano una riforma costituzionale di 21 punti e la propongono al parlamento                                                       | I partiti AKP e MHP approvano una riforma costituzionale di 21 punti e la propongono al parlamento                                                       | I partiti AKP e MHP approvano una riforma costituzionale di 21 punti e la propongono al parlamento                                                       | I partiti AKP e MHP approvano una riforma costituzionale di 21 punti e la propongono al parlamento                                                       | I partiti AKP e MHP approvano una riforma costituzionale di 21 punti e la propongono al parlamento                                                       | I partiti AKP e MHP approvano una riforma costituzionale di 21 punti e la propongono al parlamento                                                       | I partiti AKP e MHP approvano una riforma costituzionale di 21 punti e la propongono al parlamento                                                       | I partiti AKP e MHP approvano una riforma costituzionale di 21 punti e la propongono al parlamento                                                       |
| 21 Nov – 6 Dec 2016 | [http://www.haber7.com/foto-galeri/42015-turkiye-siyasi-gundem-arastirmasi-aralik-2016/p İVEM]                                                           | 3,650 | 50.0 | 39.0 | 11.0 | | 56.2 | 43.8 |
| 25 Nov – 3 Dec 2016 | Gezici | – | 42.0 | 58.0 | – | 42.0 | 58.0 | |
| 30 Nov 2016         | MetroPoll | – | 49.0 | 51.0 | - | 43.3 | 56.7 | |
| 26–27 Nov 2016      | A&G | 3,010 | 45.7 | 41.6 | 12.7 | 52.4 | 47.6 | |
| 15–17 Nov 2016      | Andy-AR | 1,516 | 47.1 | 41.3 | 8.5 | 53.3 | 46.7 | |
| 31 Ott 2016         | Cominciano i negoziati tra AKP e MHP per un accordo sulla riforma costituzionale                                                                         | Cominciano i negoziati tra AKP e MHP per un accordo sulla riforma costituzionale                                                                         | Cominciano i negoziati tra AKP e MHP per un accordo sulla riforma costituzionale                                                                         | Cominciano i negoziati tra AKP e MHP per un accordo sulla riforma costituzionale                                                                         | Cominciano i negoziati tra AKP e MHP per un accordo sulla riforma costituzionale                                                                         | Cominciano i negoziati tra AKP e MHP per un accordo sulla riforma costituzionale                                                                         | Cominciano i negoziati tra AKP e MHP per un accordo sulla riforma costituzionale                                                                         | Cominciano i negoziati tra AKP e MHP per un accordo sulla riforma costituzionale                                                                         |
| 10–16 Oct 2016      | ORC | 21,980 | 55.9 | 36.2 | 7.9 | | 60.7 | 39.3 |
| 11–12 Ott 2016      | Il primo ministro Binali Yıldırım accetta la richiesta del MHP di accordarsi sulla futura riforma costituzionale                                         | Il primo ministro Binali Yıldırım accetta la richiesta del MHP di accordarsi sulla futura riforma costituzionale                                         | Il primo ministro Binali Yıldırım accetta la richiesta del MHP di accordarsi sulla futura riforma costituzionale                                         | Il primo ministro Binali Yıldırım accetta la richiesta del MHP di accordarsi sulla futura riforma costituzionale                                         | Il primo ministro Binali Yıldırım accetta la richiesta del MHP di accordarsi sulla futura riforma costituzionale                                         | Il primo ministro Binali Yıldırım accetta la richiesta del MHP di accordarsi sulla futura riforma costituzionale                                         | Il primo ministro Binali Yıldırım accetta la richiesta del MHP di accordarsi sulla futura riforma costituzionale                                         | Il primo ministro Binali Yıldırım accetta la richiesta del MHP di accordarsi sulla futura riforma costituzionale                                         |
| 15–16 Lug 2016      | Tentato colpo di Stato in Turchia del luglio 2016 | Tentato colpo di Stato in Turchia del luglio 2016 | Tentato colpo di Stato in Turchia del luglio 2016 | Tentato colpo di Stato in Turchia del luglio 2016 | Tentato colpo di Stato in Turchia del luglio 2016 | Tentato colpo di Stato in Turchia del luglio 2016 | Tentato colpo di Stato in Turchia del luglio 2016 | Tentato colpo di Stato in Turchia del luglio 2016 |
| 5–12 Giu 2016       | ORC | 2,240 | 58.9 | 41.1 | – | | 58.9 | 41.1 |
| 1 Giu 2016          | MetroPoll | 1,200 | 41.9 | 47.5 | 10.5 | 46.9 | 53.1 | |
| 30 Mag 2016         | Optimar | 1,508 | 49.3 | 41.6 | 9.1 | 54.2 | 45.8 | |
| 5–6 Mag 2016        | ORC Archiviato il 29 marzo 2017 in Internet Archive. | 1,265 | 58.4 | 41.6 | – | 58.4 | 41.6 | |
| 25–29 Apr 2016      | MAK Archiviato il 2 dicembre 2016 in Internet Archive.                                                                                                   | 5,500 | 57.0 | 33.0 | 10.0 | 63.3 | 36.7 | |
| 25 Apr 2016         | AKAM Archiviato il 2 dicembre 2016 in Internet Archive.                                                                                                  | 1,214 | 35.0 | 45.7 | 19.3 | 43.4 | 56.6 | |
| 19 Apr 2016         | Gezici | – | 55.2 | 35.5 | 9.3 | 60.9 | 39.1 | |
| 2–6 Mar 2016        | ORC | 4,176 | 57.0 | 43.0 | – | 57.0 | 43.0 | |
| 12 Feb 2016         | İVEM | – | 60.0 | 31.0 | 9.0 | 65.9 | 34.1 | |
| 27 Gen – 3 Feb 2016 | ORC | 8,329 | 56.1 | 43.9 | – | 56.1 | 43.9 | |
| 1 Gen 2016          | GENAR Archiviato il 4 marzo 2016 in Internet Archive. | 4,900 | 55.0 | 40.8 | 4.2 | 57.4 | 42.6 | |
| 18 Mag 2015         | Gezici Archiviato l'8 gennaio 2017 in Internet Archive.                                                                                                  | 4,860 | 23.8 | 76.2 | – | 23.8 | 76.2 | |
| 23 Feb 2015         | Gezici | 3,840 | 23.2 | 76.8 | – | 23.2 | 76.8 | |
| 3 Feb 2015          | MetroPoll Archiviato il 24 dicembre 2016 in Internet Archive.                                                                                            | – | 34.3 | 42.2 | 23.5 | 44.8 | 55.2 | |

## Risultati

### Scrutinio
|                        | totale     | percentuale (%) | percentuale (%)             |
| ---------------------- | ---------- | --------------- | --------------------------- |
| Elettori registrati    | 58.366.647 |                 |                             |
| Votanti                | 49.799.163 | 85,32%          | (su n. elettori registrati) |
| Schede bianche e nulle | 865.047    | 1,74%           | (su n. votanti)             |
| Voti validi            | 48.934.116 | 98,26%          | (su n. votanti)             |

I voti diffusi subito dopo la chiusura dei seggi sono dati parziali, in quanto i dati ufficiali saranno diffusi all'inizio del mese di maggio.
|                                       |    | Voti       | %     |
| ------------------------------------- | -- | ---------- | ----- |
| A favore della riforma costituzionale | Sì | 25.157.025 | 51,41 |
| Contro la riforma costituzionale      | No | 23.777.091 | 48,59 |
| Totale voti validi                    |    | 48.934.116 | 100%  |

## Conseguenze del voto
Subito dopo la comunicazione dei risultati, il presidente Erdoğan ha dichiarato che «la Turchia ha preso una decisione storica di cambiamento e trasformazione», proponendo di tenere — in tempi brevi — anche un referendum sulla pena di morte.
Le opposizioni — rappresentante dal CHP e dall'HDP — hanno invece chiesto ufficialmente il riconteggio delle schede, denunciando numerosi brogli elettorali. La deputata del MHP Meral Aksener (che appoggiava la campagna per il NO in netta contrapposizione alle direttive del suo partito) ha in seguito sostenuto che i dati diffusi dall'agenzia di stato Anadolu siano dati falsati e non corrispondenti alla realtà: i no avrebbero vinto con il 52% dei voti.
Di fronte all'edificio che ospita il Supremo Consiglio elettorale (YSK) la polizia venne inviata in tenuta antisommossa, per gestire le centinaia di manifestanti che hanno protestato sin dal giorno successivo alla proclamazione dei risultati. Nella giornata di martedì 18 aprile più di 200.000 cittadini — secondo il quotidiano Cumhuriyet — protestarono nelle città di Ankara e Istanbul.

### Le opinioni degli osservatori internazionali
Il risultato del voto è stato criticato sin da subito dai vari osservatori internazionali presenti alle votazioni.

Il logo dell'Organizzazione per la sicurezza e la cooperazione in Europa (OSCE). Essa è un'organizzazione regionale per la promozione della pace, del dialogo politico, della giustizia e della cooperazione in Europa che conta — attualmente — 57 paesi membri ed è — pertanto — la più vasta organizzazione regionale per la sicurezza.

#### L'OSCE
Secondo il capo delegazione dell'OSCE in Turchia, Tana de Zulueta:
Venne inoltre scritto — nel rapporto preliminare sul referendum — che la consultazione non ha rispettato gli «standard internazionali», in vari ambiti:
- lo Stato non ha garantito un equo e imparziale accesso alle informazioni e si è invece personalmente speso in favore del Sì attraverso i suoi più alti rappresentanti;[88]
- pesanti restrizioni e censure sono state imposte ai partiti d’opposizione, compreso il respingimento di oltre 170 candidature per il ruolo di osservatore ai seggi;[88]
- è stata fortemente impedita la partecipazione attiva alla campagna da parte della società civile;[88]
- i media sono stati manipolati in modo da impedire al pubblico l’accesso a un’informazione neutrale e completa.[88]
- lo stato di emergenza ha impattato negativamente sulla libertà d’espressione, oltre ad aver reso impossibile l’appello contro i provvedimenti arbitrariamente decisi dall'esecutivo;[88]
- a causa delle operazioni militari in alcune parti del paese e del caos conseguente, è stato negato il diritto di voto ad alcuni di coloro che sono dovuti fuggire dalle proprie residenze, con lo Stato che non ha provveduto a riorganizzare registrazioni al voto e circoscrizioni in modo adeguato;[88]
- la decisione dello Supremo Consiglio elettorale (YSK) sulla convalida di un milione e mezzo di voti — privi dei requisiti di legalità delineati dalla legge turca stessa — è stato definito «un grave danno alle garanzie di legittimità del voto e una pratica illegale».[88]

Secondo Erdoğan gli osservatori internazionali non sarebbero stati né precisi né imparziali nello stilare il loro rapporto sullo svolgimento del referendum: egli sostenne che alcuni dei membri della delegazione OSCE sarebbero stati vicini ai movimenti curdi (come il PKK) e dunque le loro conclusioni sarebbero inattendibili.

#### Il Consiglio d'Europa
Secondo Alev Korun — membro austriaco della missione di osservatori del Consiglio d'Europa — la competizione è stata «impari»: in un'intervista alla radiotelevisione nazionale austriaca ORF Korun ha confermato la cifra di 2,5 milioni di schede «non timbrate» che avrebbero potuto essere «manipolat[e]», nonché l'esistenza di filmati a sostegno di tali tesi. Inoltre, sono state segnalate agli osservatori numerose violazioni delle regole del voto nelle regioni curde della Turchia.
In sintesi, gli osservatori hanno notato che il voto non ha minimamente rispettato gli «standard del Consiglio d'Europa».
A seguito di tali avvenimenti, il 25 aprile 2017 l'Assemblea Parlamentare del Consiglio d'Europa ha deciso di aprire la procedura di «pieno monitoraggio» sullo stato della democrazia in Turchia. Il paese era passato sotto la procedura più leggera di «post monitoraggio» nel 2004.
Nel rapporto preliminare per chiedere la procedura di «pieno monitoraggio» sono contenuti i dati relativi alla situazione della democrazia e dei diritti umani in Turchia a partire dal tentato colpo di stato del 2016:
- 150.000 persone licenziate dai propri posti di lavoro;
- 100.000 persone sotto inchiesta di cui 44.000 imprigionate in attesa di processo;
- 3.994 magistrati sospesi dalle loro funzioni di cui 3.659 obbligati a dimettersi;
- 177 media chiusi;
- 150 giornalisti imprigionati;
- 2.500 giornalisti licenziati;
- 2.100 istituzioni scolastiche e universitarie chiuse;
- circa 1.800 associazioni e fondazioni chiuse.

L'agenzia di stampa Reuters riportò che:
Secondo il rappresentante turco all'Assemblea Parlamentare, nel report sono contenuti «errori, affermazioni non provate e punti di vista soggettivi». Non appena fu diffusa la notizia, ci furono numerose proteste da parte di membri del governo turco, che bollarono come «motivata politicamente» la decisione del Consiglio d'Europa.

### La questione delle schede «non timbrate»

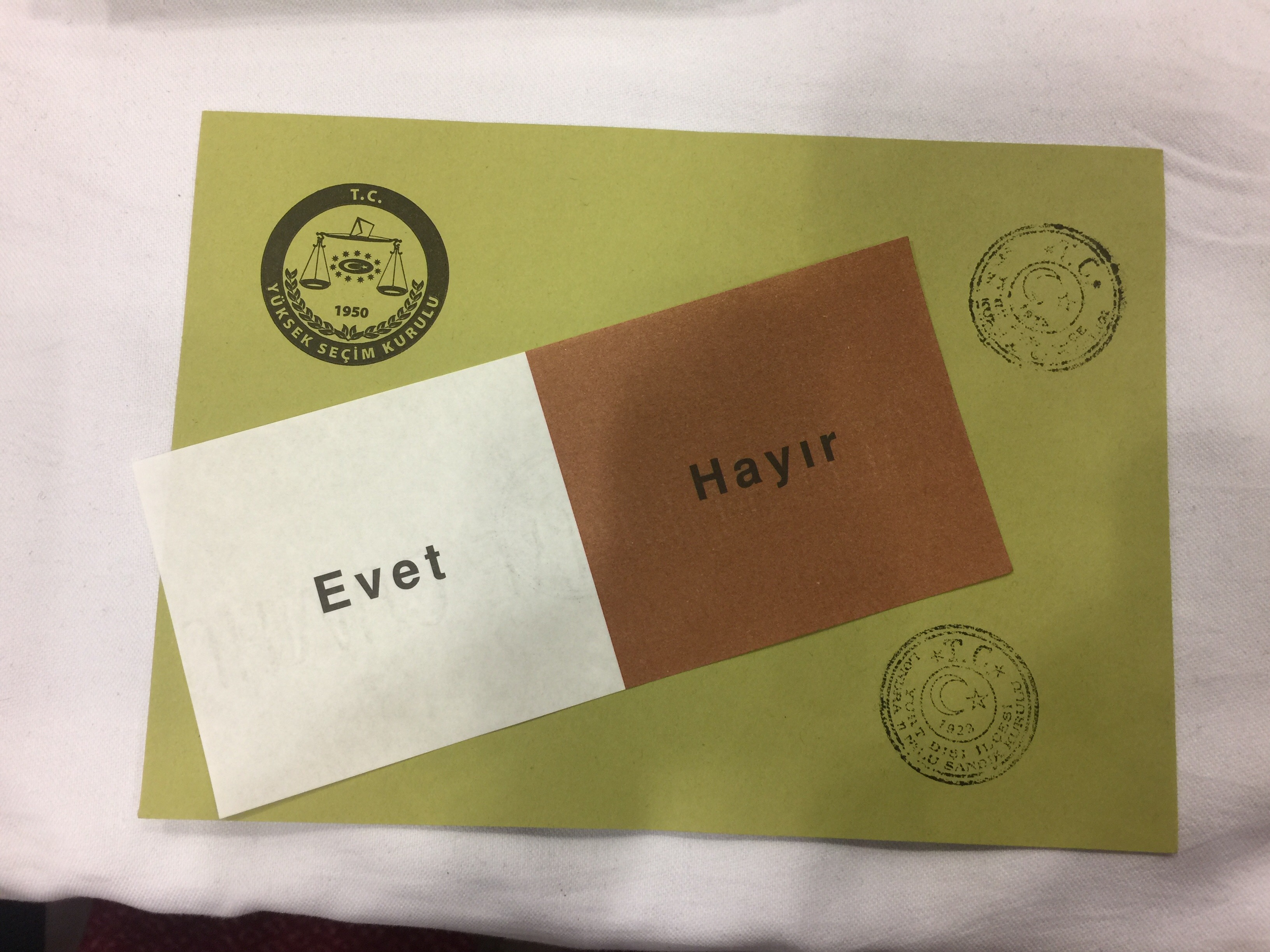
Una scheda elettorale per il referendum: in Turchia si vota apponendo un timbro sull'alternativa prescelta, e poi la scheda viene inserita in una busta e poi nell'urna. Su ogni busta è riprodotto il logo ufficiale del Supremo Consiglio elettorale. Prima di votare, i funzionari del seggio elettorale timbrano l'urna con un sigillo ufficiale e poi consegnano la scheda all'elettore: è su tale sigillo che si è verificata la questione relativa alle schede non timbrate.

#### Il contesto
Le opposizioni criticarono duramente la decisione del Supremo Consiglio elettorale turco (in turco Yüksek Seçim Kurulu, abbreviato come YSK) di ritenere valide anche le schede senza il sigillo ufficiale apposto dai funzionari del seggio elettorale prima del voto. Tale decisione — in particolare — venne contestata perché presa durante lo svolgimento delle operazioni di voto, andando a cambiare una norma dopo che gli elettori avevano già cominciato a votare.

#### I ricorsi al Supremo Consiglio elettorale per annullare il referendum
Il CHP dichiarò di essere pronto a impugnare il risultato di circa il 60% dei seggi per «migliaia di schede non sigillate e non timbrate che quindi non sarebbero valide». Secondo gli esponenti del Partito Democratico dei Popoli, le schede da annullare (perché non timbrate col simbolo ufficiale) sarebbero state circa 2,5 milioni.
Il ricorso del CHP venne presentato il 18 aprile avanti il Supremo Consiglio elettorale (YSK): con esso si chiedeva l'annullamento del referendum per aver considerato «valide» anche le schede non timbrate. Analogo ricorso venne esperito lo stesso giorno dall'HDP, il cui portavoce dichiarò:
Il riferimento era alle elezioni amministrative del 2014 nella provincia di Bitlis, quando le elezioni furono ripetute proprio perché l'AKP di Erdoğan obiettò sulla presenza di schede non timbrate.
In aggiunta a tali ricorsi vennero presentati dall'HDP anche denunce penali contro i membri del Supremo Consiglio elettorale (YSK) accusati di «abuso d'ufficio». Secondo il deputato Nadal Yildirim (HDP):

Nel suo rapporto preliminare sul referendum anche l'OSCE ha affermato che le schede non timbrate (2,5 milioni) sono da considerarsi «sospette». Sempre secondo l'OSCE, la decisione del Supremo Consiglio elettorale (YSK) di ammettere anche le schede non timbrate ha rimosso «un'importante salvaguardia» e «ha minato le garanzie contro le frodi».

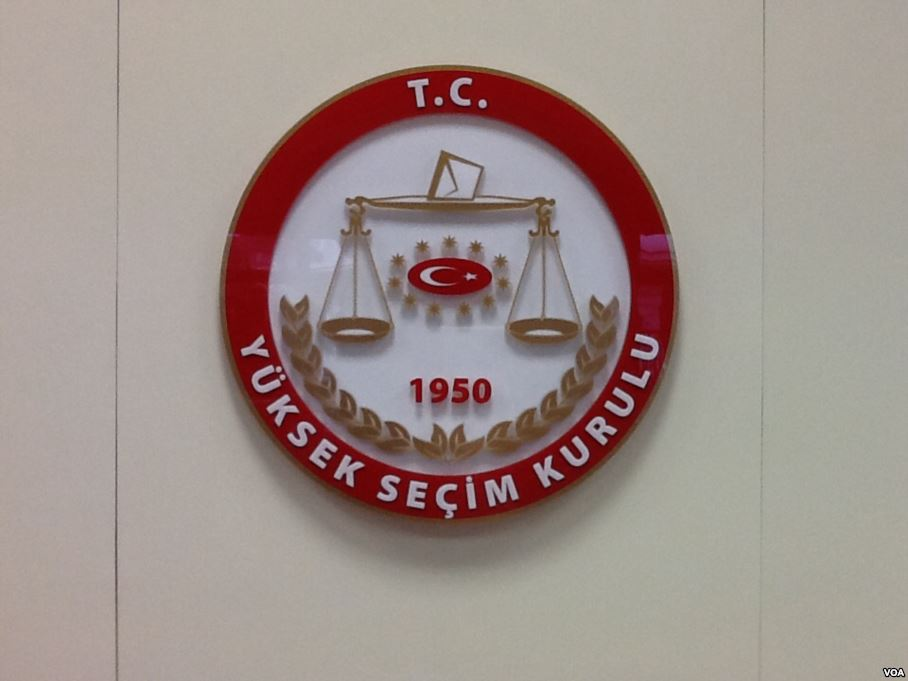
Il logo del Supremo Consiglio elettorale, la massima autorità turca in materia di contenzioso elettorale.

##### L'infondatezza dei ricorsi
Il 19 aprile il Supremo Consiglio elettorale (YSK) ha respinto le due richieste di annullamento del referendum presentata dalle opposizioni con 10 voti contro 1. Subito dopo, il partito CHP ha annunciato di voler ricorrere alla Corte costituzionale turca mentre l'HDP ha dichiarato di essere disposto ad interpellare anche la Corte europea dei diritti dell'uomo.
Il CHP ha inoltre anche minacciato di abbandonare il Parlamento per protesta contro i presunti brogli nel referendum. Per contro, il primo ministro Binali Yıldırım ha dichiarato che il risultato non si discute, invitando le opposizioni a comportarsi in maniera responsabile:

##### Reazioni alla decisione
Il giorno seguente il ministro della Giustizia Bekir Bozdag ha dichiarato che la decisione del Supremo Consiglio elettorale (YSK) è inappellabile, e né la Corte costituzionale turca né la Corte europea dei diritti dell'uomo potranno mai avere competenza a decidere su un eventuale ricorso.
Sempre lo stesso giorno 20 aprile il quotidiano filo-governativo Daily Sabah riportò che — in occasione delle elezioni parlamentari del 2015 — il CHP aveva fatto ricorso all'YSK per accettare alcune schede non timbrate, definendo quindi come «strumentali» i recenti ricorsi.
Il presidente Erdoğan intervenne il giorno dopo, confermando le posizioni precedentemente espresse dai membri del governo, affermando che «la questione è chiusa» e che la decisione del Supremo Consiglio elettorale (YSK) è in ogni caso inappellabile. Infatti egli escluse la giurisdizione sia della Corte costituzionale turca sia della Corte europea dei diritti dell'uomo.

#### Il ricorso al Consiglio di Stato

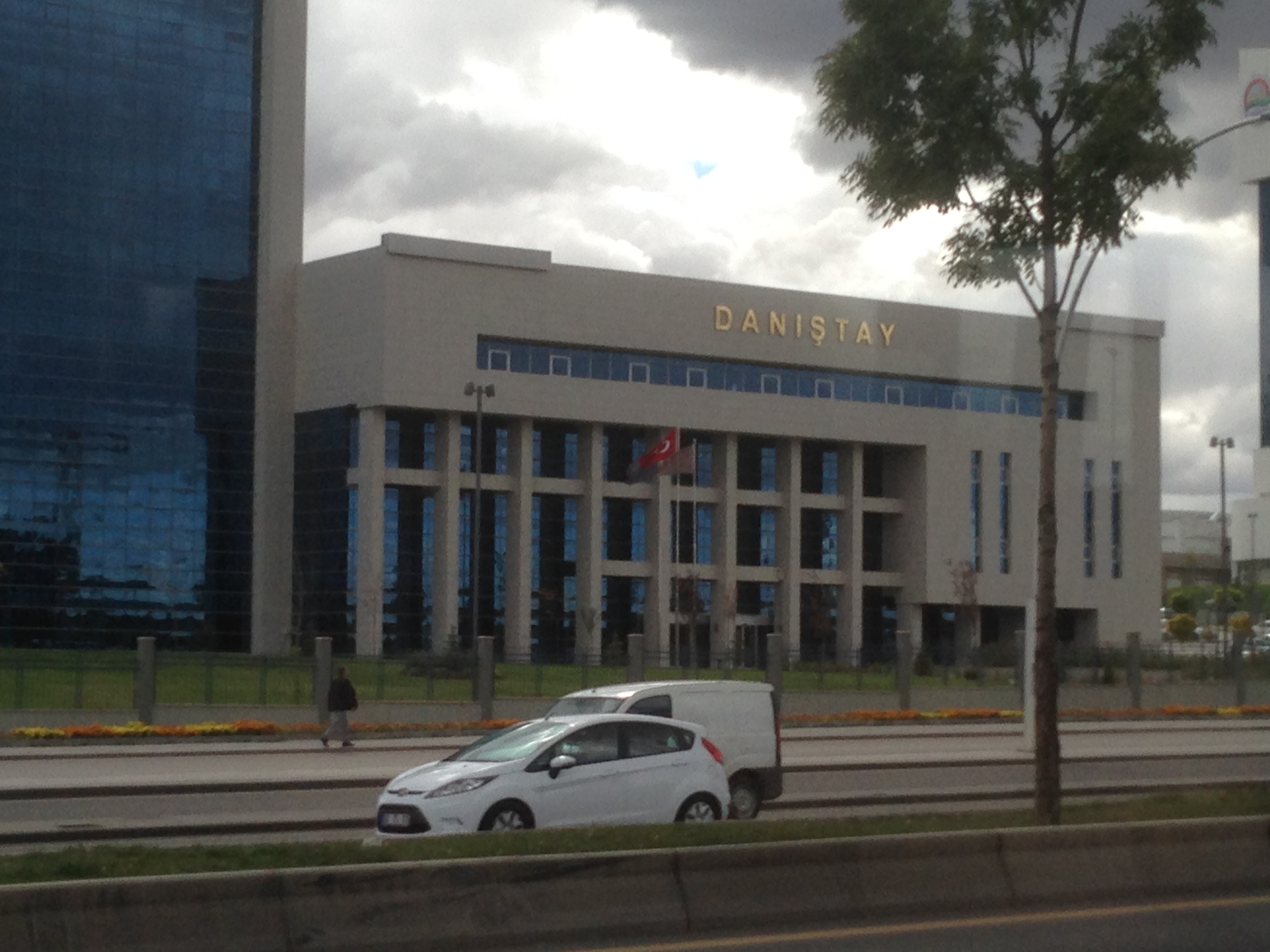
La sede del Danıştay, il Consiglio di Stato della Turchia.

Il 21 aprile 2017 il CHP ha presentato ricorso contro la decisione del Supremo Consiglio elettorale (YSK) al Consiglio di Stato (in turco Danıştay), la più alta corte amministrativa della Turchia.
Tale ricorso è stato definito «inutile» dal primo ministro Binali Yıldırım. Anche il ministro della Giustizia Bekir Bozdag — esprimendo la sua posizione in merito su Twitter — ha affermato il Consiglio di Stato non avrebbe altra scelta se non quella di respingere il ricorso, aggiungendo:
Sia il CHP che l'HDP hanno comunque ribadito la loro volontà di ricorrere alla Corte costituzionale turca e — in ultima istanza — alla Corte europea dei diritti dell'uomo del Consiglio d'Europa se i loro ricorsi in Turchia venissero tutti respinti.

##### L'infondatezza del ricorso
Il 25 aprile 2017 il Consiglio di Stato — con una decisione presa a maggioranza (4 voti a 1) — ha respinto il ricorso del CHP, motivando la propria decisione con la mancanza di giurisdizione sul caso.
L'emittente televisiva Al Jazeera ha precisato i motivi dell'infondatezza del ricorso:

#### Il ricorso alla Corte europea dei Diritti dell'Uomo

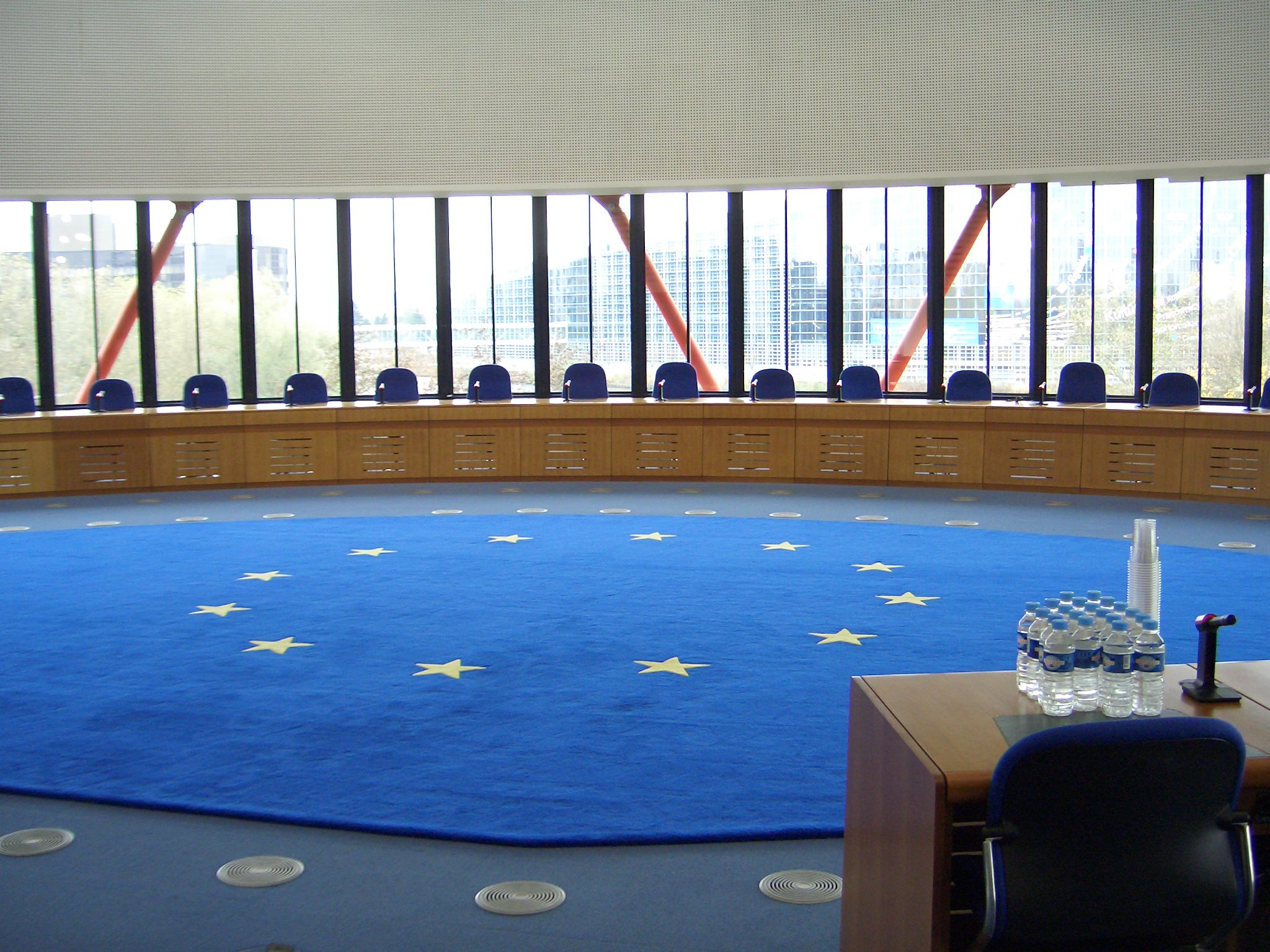
La sala delle udienze della Corte europea dei Diritti dell'uomo del Consiglio d'Europa, in Strasburgo.

Il 26 aprile 2017 il CHP ha dichiarato di voler ricorrere alla Corte europea dei Diritti dell'Uomo per chiedere l'annullamento del risultato del referendum.
Questa possibilità era già stata segnalata come «possibile» dal partito in caso di esaurimento dei ricorsi interni in Turchia.
In particolare, il partito di opposizione ha criticato la scelta del Supremo Consiglio elettorale (YSK) di aver considerato «valide» anche le schede che non presentavano il sigillo ufficiale, nonché i possibili brogli elettorali avvenuti durante la consultazione.
Un esponente del CHP ha inoltre dichiarato — in un'intervista al quotidiano Cumhuriyet — che potrebbe essere esperito anche un contemporaneo ricorso alla Corte costituzionale da valutarsi nei giorni successivi con la direzione centrale del partito.
Secondo i membri del governo, il primo ministro e il presidente Erdoğan tale ricorso — come i precedenti — è «inutile» in quanto l'unica autorità che può decidere in materia di contenzioso elettorale è il Supremo Consiglio elettorale, che si è già espresso con decisione inappellabile.

#### La dichiarazione ufficiale dei risultati
Il 28 aprile il Supremo Consiglio elettorale (YSK) ha dichiarato i dati ufficiali della consultazione, confermando la vittoria del «sì» con il 51.41% dei voti validi e con un'affluenza dell'85%.

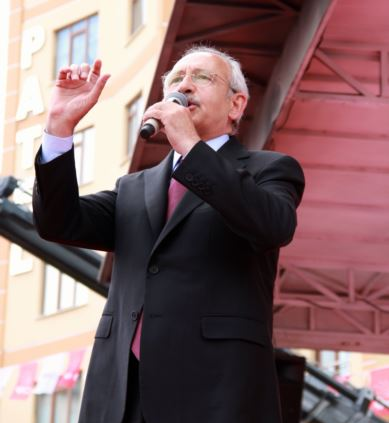
Il leader del partito popolare repubblicano, Kemal Kılıçdaroğlu, ad una manifestazione per elezioni generali del 2015.

In tale occasione vennero anche esplicate le motivazioni con cui l'autorità elettorale aveva respinto precedentemente i ricorsi delle opposizioni sulla irregolarità — relative alle schede «non timbrate» — avvenute durante lo scrutinio:

#### Le denunce "incrociate" tra CHP e YSK
Il 3 maggio 2017 il leader del CHP Kemal Kılıçdaroğlu ha annunciato che avrebbe presentato una denuncia formale nei confronti di alcuni membri del Supremo Consiglio elettorale (YSK) per la loro palese parzialità con cui hanno affrontato la questione delle schede irregolari. In precedenza anche il Partito Democratico dei Popoli aveva preso un analogo provvedimento.
Lo stesso giorno il quotidiano Hürriyet ha diffuso una nota dell'YSK con cui si annuncia una denuncia formale contro Kılıçdaroğlu per aver criticato — con precedenti dichiarazioni — la decisione di accettare le schede non timbrate e di convalidare i risultati.

#### Il rigetto definitivo del ricorso da parte della Corte europea dei diritti dell'uomo
Il 30 novembre 2017 la Corte europea dei diritti dell'uomo — con un voto a maggioranza — dichiarava «inammissibile» il ricorso del CHP, poiché:
e dichiarando definitivamente chiusa la questione in merito alla legalità del referendum costituzionale. In particolare, la Corte ha stabilito — in via definitiva — che l'art. 3 del Protocollo n. 1 alla Convenzione europea dei diritti dell'uomo, che richiede regolari e libere elezioni parlamentari, non si applica ai referendum in quanto questi ultimi non vengono svolti ad «intervalli regolari» e non concernono la «scelta del corpo legislativo».

## Reazioni

### Reazioni di altri paesi
In ordine ai contatti con il presidente turco successivi alla consultazione referendaria, "sia Trump che Putin si sono già congratulati con lui, ed anche i leader europei si sono associati (pur con vari distinguo).

### Reazioni di organizzazioni internazionali
"Non dobbiamo considerare il referendum tenutosi in Turchia come la fine di un processo" ha dichiarato il 23 aprile 2017 il segretario generale del Consiglio d'Europa, Thorbjorn Jagland, specificando che "gli articoli della Costituzione approvati con il referendum hanno bisogno di leggi d'applicazione e questo è un passaggio cruciale" e che è "particolarmente preoccupato" per gli articoli del testo concernenti la magistratura, "perché una magistratura indipendente è un elemento fondamentale di qualsiasi società democratica e fondata sullo stato di diritto".